# Hille
Pour les articles homonymes, voir Hille (homonymie).

Hille est une commune de Rhénanie-du-Nord-Westphalie (Allemagne), située dans l'arrondissement de Minden-Lübbecke, dans le district de Detmold, dans le Landschaftsverband de Westphalie-Lippe.

## Personnalités liées à la ville
- Abraham Jacobi (1830-1919), médecin né à Hartum.
- Joachim Radkau (1943-), historien né à Oberlübbe.